# Charles Manson House
Pour les articles homonymes, voir Manson et House.
Charles Manson House est une villa de style moderne-usonia-organique-Prairie School, construite en 1941 par l'architecte américain Frank Lloyd Wright (1867-1959), à Wausau dans le Wisconsin aux États-Unis. Elle est inscrite au Registre national des lieux historiques depuis le 5 avril 2016.

## Historique
Frank Lloyd Wright construit cette villa usonia de 230 m² sur 3 niveaux, entre 1938 et 1941, pour ses clients Charles et Dorothy Manson, sur un terrain boisé en pente de près de 2300 m², à quelques heures au nord de son école d'architecture d'été Taliesin East de Spring Green.
Inspirée d'autres modèles locaux tels que Jacobs I (1937), ou Bernard Schwartz House (1939), elle est fabriquée avec des baies vitrées, brique et panneau sandwich isolé en contreplaqué et bois de cyprès, avec 4 chambres et 3 salles de bains, de nombreux meubles intégrés, et toit-terrasse,.